# 名古屋市立八王子中学校

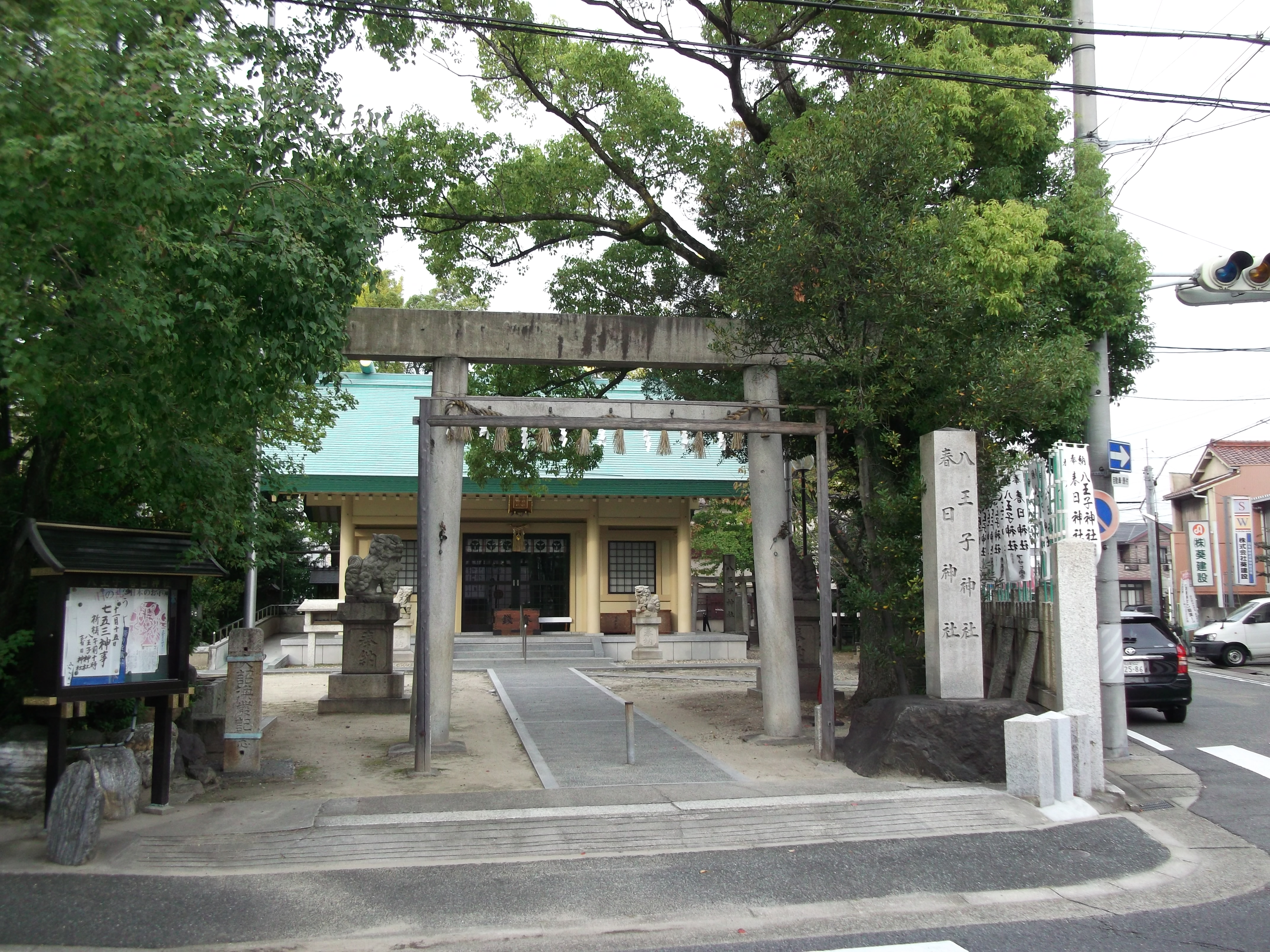
学校名の由来となった八王子春日神社（2013年10月）

名古屋市立八王子中学校（なごやしりつ はちおうじちゅうがっこう）は、愛知県名古屋市北区清水四丁目にある公立中学校。

## 歴史
戦後の学制改革に伴い1948年（昭和23年）、名古屋市立杉村小学校に併設される形で名古屋市立八王子中学校として開校した。八王子の校名の由来は、現在も学区内に鎮座する八王子神社（清水二丁目、北緯35度11分22.9秒 東経136度54分52秒）の名に由来するという。同年12月には名古屋市立東白壁小学校校地に移転し、加えて1949年（昭和24年）には旧練兵場に残されていた兵舎を清水分教場の名称で利用を開始するなど、現校地に落ち着くまで時間がかかっている。現校地に校舎が竣工したのは開校から2年後の1950年（昭和25年）8月のことだった。

### 沿革
- 1948年（昭和23年）4月15日 - 開校[3]
- 1999年（平成11年）12月 - 全館空調完成[WEB 1]。
- 2006年（平成18年）9月 - 北校舎改築工事開始。プレハブ校舎使用開始[要出典]
- 2007年（平成19年）2月 - 北校舎改築工事完了。[要出典]

### 歴代校長
1. 1948年（昭和23年） 加藤 博[4]
2. 1955年（昭和30年） 西川 清雄[4]
3. 1957年（昭和32年） 安藤 慎兵衛[4]
4. 1964年（昭和39年） 田中 喜一郎[4]
5. 1965年（昭和40年） 伊東 春三[4]
6. 1971年（昭和46年） 宮田 一三[4]
7. 1974年（昭和49年） 大田 金一[4]
8. 1977年（昭和52年） 佐藤 重人[4]
9. 1980年（昭和55年） 伊庭 康雄[4]
10. 1983年（昭和58年） 穂積 祥三[4]
11. 1989年（平成元年） 星野 義夫[4]
12. 1992年（平成4年） 増田 信義[4]
13. 1994年（平成6年） 萩原 英樹[4]
14. 神谷 辰夫[5]

- 2015年（平成27年） 上井 靖[6]

## 生徒会活動
この項は、公式サイト委員会のページを参考にして執筆した。
- 生活委員会
- 美化委員会
- 体育委員会
- 報道委員会
- 保健委員会
- 図書委員会
- 給食委員会

## 部活動
この項は、公式サイト生徒の活動のページを参考にして執筆した。
- 剣道部
- サッカー部
- バスケット部（男・女）
- バレー部
- 野球部
- 合唱部
- 美術部

## 通学区域
通学区域は以下の通りである。
| 名古屋市立大杉小学校区 - 生駒町1～4丁目 - 大蔵町 - 大杉町1～4丁目 - 大杉1～3丁目 - 猿投町 - 志賀本通 - 清水2丁目（一部） - 清水5丁目（一部） - 神明町 - 城東町1～4丁目 - 杉村1丁目（一部） - 中杉町 - 長田町1丁目 - 水切町1～4丁目 - 芳野2丁目（一部） | 名古屋市立清水小学校区 - 清水1丁目 - 清水2丁目（一部） - 清水3～4丁目 - 清水5丁目（一部） - 名城1～3丁目 - 柳原1～4丁目 |

## 最寄駅
- 名古屋市営地下鉄名城線 - 黒川駅
- 名鉄瀬戸線 - 清水駅

## 著名な出身者
- 戸田恵子 - 女優[7]
- 伊藤あおい - プロテニスプレーヤー[8]

### WEB
1. ↑  名古屋市立八王子中学校. “学校のあゆみ”. 2014年4月9日閲覧。
2. ↑  名古屋市立八王子中学校 (2013年5月24日). “委員会”. 2014年4月9日閲覧。
3. ↑  名古屋市立八王子中学校 (2013年5月21日). “生徒の活動”. 2014年4月9日閲覧。
4. ↑  “八王子中学校 学区”.   家造.net. 2014年4月8日閲覧。

### 文献
1. ↑  北区制50周年記念事業実行委員会（編） 1994, pp. 491–492.
2. 1 2 3  北区制50周年記念事業実行委員会（編） 1994, p. 492.
3. ↑  校区の歴史散歩 1982, p. 165.
4. 1 2 3 4 5 6 7 8 9 10 11 12 13  名古屋市立小中学校長会（編） 1997, p. 50.
5. ↑  愛知県小中学校長会（編） 1998, p. 296.
6. ↑  “名古屋市の教職員異動 校長・園長” (日本語). 中日新聞朝刊市民版・なごや東版:  p. 1. (2015年3月29日)
7. ↑  “東海再見 流行探した「おもちゃ箱」 栄地下街（名古屋） 戸田恵子さん 女優・声優” (日本語). 朝日新聞 (朝日新聞社). (2002年3月2日)
8. ↑  “伊藤あおいが「自分のプレーを貫くこと」で初の戴冠へ [2019全中 | テニスマガジンONLINE｜tennismagazine.jp]”. tennismagazine.jp. 2025年7月2日閲覧。